# Medalha Maurice A. Biot
A Medalha Maurice A. Biot da Sociedade Americana de Engenheiros Civis é concedida por conquistas na área da mecânica de meios porosos. Homenageia o físico Maurice Anthony Biot.

## Laureados
- 2003 Olivier Coussy
- 2004 Stephen Corteen Cowin
- 2005 James G. Berryman
- 2006 John W. Rudnicki
- 2007 James Robert Rice
- 2008 Jean-Francois Allard
- 2009 Bernard A. Schrefler
- 2010 Robert W. Zimmerman
- 2011 Zdeněk Bažant
- 2012 Alexander H.-D. Cheng
- 2013 Antony P. S. Selvadurai[1]